# Jacques Bordiot
Jacques Bordiot est un officier de marine, journaliste et essayiste français né Jean Costes le 16 août 1900 à Agen mort le 3 avril 1984 à Nancray-sur-Rimarde.

## Biographie
Ancien élève de l'École navale, il fut officier canonnier et lieutenant de vaisseau au Moyen-Orient. En 1940, il suivit le maréchal Pétain et opta pour l'Armée de Vichy. En 1945, il est exclu de la Royale, puis emprisonné pendant l'épuration (il fut notamment le codétenu d'Henry Coston).
Dans les années 1950, il collabora à l'Écho de la Presse de Noël Jacquemart, et à La Vie des Métiers.
Il travailla ensuite pour la revue d'extrême droite Lectures françaises en tant qu'éditorialiste, et écrivit plusieurs ouvrages portant sur la franc-maçonnerie, les synarchies ou les « pouvoirs occultes ».

## Théories
Selon Bordiot, entre 1918 et 1922, Lénine aurait remboursé à la banque Kuhn, Loeb & co, environ 600 millions de roubles-or, correspondant à environ 450 millions de dollars, tandis que la Standard Oil of New Jersey, propriété des Rockefeller, achetait après la révolution bolchévique 50 % des gisements pétrolifères du Caucase, bien qu'ils fussent officiellement propriétés d'État.

## Travaux
Dans son livre Une main cachée dirige, il met en relief les réseaux de pouvoir anglo-américains.

## Ouvrages
- Infiltrations ennemies dans l'Église (avec Henry Coston, Léon de Poncins, Édith Delamare, Gilles de Couessin), Paris, La Librairie française, 1970.
- Une main cachée dirige, Paris, Documents et témoignages, 1974 ; 2e éd. revue et corrigée, 1984 ; Paris, Éditions du Trident, 1993.  (ISBN 2-87690-089-0)
- L'Occident démantelé. Opinions et documents, Paris La Librairie française, 1976.
- Le Pouvoir occulte, fourrier du communisme. Vague rouge sur l'Europe, Chiré-en-Montreuil, Éditions de Chiré, 1976.  (ISBN 2-85190-019-6)
- Le Parlement européen, une imposture, une utopie, un danger, Paris, La Librairie française, 1978.
- Le Gouvernement invisible. Documents et témoignage, préface de Henry Coston, Paris, La Librairie française, 1983 ; 2e éd., 1987.

## Sources
- Henry Coston, Dictionnaire de la politique française, tome 5 (2000)
- Lectures françaises no 479, mars 1997, « Lectures françaises a 40 ans ! Témoignages anciens et récents », p. 30

## Étude critique
- Pierre-André Taguieff, La Foire aux illuminés. Ésotérisme, théorie du complot, extrémisme, Paris, Mille et une nuits, 2005. (Bordiot compte parmi les auteurs étudiés).